# Helenaveen
Helenaveen is een dorp  in het hoogveengebied van de Peel, gelegen ten zuidoosten van de gemeente Deurne, in de Nederlandse provincie Noord-Brabant. 

## Geschiedenis
Helenaveen werd in 1853 gesticht door de Bossche opzichter van Waterstaat 
Jan van de Griendt, wiens vrouw Helena Panis heette. Samen met zijn broer Nicolaas van de Griendt, en G.W.J. Carp uit Arnhem kocht hij 610 ha veengrond, die hier 3-7 meter dik was. De Maatschappij Helenaveen liet een particulier kanaal, de Helenavaart, graven. De zwarte turf die hier gewonnen werd, kon daar langs worden afgevoerd naar de Noordervaart. Later werd ook turfstrooisel vervaardigd en werd de concessie uitgebreid. Er bevond zich in Helenaveen zelfs een drijvende turfstrooiselfabriek. Het turfstrooisel werd uitgevoerd naar geheel Europa en diende ter vervanging van stro in de Londense en Parijse paardenstallen voor leger en tram.
Er werden zijkanalen (wijken) gegraven. Ook werden wegen aangelegd en huizen gebouwd voor de arbeiders. Oorspronkelijk waren dit deels strooijen keten. Zo ontstond Het Helena-Veen, bijgenaamd Het Strooijen Dorp. De huizen kregen ook een stuk grond waarop de bewoners land- en tuinbouw konden beoefenen.
Uiteindelijk is Helenaveen een tuinbouwdorp geworden. De vervening is nog doorgegaan tot in de jaren 70 van de 20e eeuw.
In het dorp werden zowel een hervormde (Protestantse kerk) als een katholieke kerk (Sint-Willibrorduskerk) gesticht, omdat de bevolking, grotendeels afkomstig uit Drenthe en Overijssel, sterk gemengd was van religie. Dat is ook de reden dat er zoveel 'niet-Brabantse namen' uit Helenaveen komen, zoals Ugen en Schonewille. De katholieke kerk, die in 1944 uitbrandde, was een vroege creatie van de meester-kerkenbouwer Pierre Cuypers, die onder meer de St. Willibrorduskerk van Deurne verbouwde.
Toen de gemeente Deurne bemerkte dat het ontginnen van het hoogveen winstgevend was, begon ze er zelf ook mee. De gemeente mocht echter niet van de Helenavaart gebruikmaken, zodat min of meer parallel eraan een nieuw kanaal, het Kanaal van Deurne, werd gegraven.
De Helenavaart, waaraan zowel Helenaveen als het Limburgse Griendtsveen zijn gelegen, werd gegraven voor de afvoer van de turf. Aan dit kanaal werden zogenaamde drietandwijken verbonden, drie parallelle zijkanalen die aan het einde samenkwamen en zo in het kanaal overgingen. Deze verveningsstructuur en het bijbehorende geconcentreerde fabrieksdorp Helenaveen zijn van zulke grote culturele en historische betekenis, dat het dorp in 1999 het predicaat beschermd dorpsgezicht kreeg. Helenaveen en Griendtsveen zijn de enige veenkoloniën in Zuid-Nederland.
In Helenaveen woonde de Nederlandse liedschrijver en zanger Jules de Corte.

## Natuur en landschap
Ten noorden van Helenaveen liggen de grote Peelreservaten Deurnsche Peel en Mariapeel. en in het zuidwesten ligt Peelreservaat Het Zinkske. Helenaveen ligt tegen de grens met Limburg.
Enkele cultuurhistorische wandelingen door Helenaveen zijn beschreven en op diverse adressen in het dorp te koop.

## Beschermde status
De beschermde status van Helenaveen, zowel de cultuurhistorische als de status van beschermd natuurgebied, heeft meerdere malen tot ophef geleid onder de merendeels agrarische bevolking en partijen die voor deze bevolkingsgroep opkomen.
Op 9 november 2005 maakte de CDA-fractie in de gemeenteraad van Deurne bijvoorbeeld bekend, dat als zij na de gemeenteraadsverkiezingen van 2006 weer bestuurlijke verantwoording zou gaan dragen, zij een poging zouden gaan wagen bij de nationale overheid om de status van 'beschermd dorpsgezicht' na 7 jaar alweer te laten vervallen. Het zou het dorp te veel belemmeringen opleveren. De partij heeft dit na de gemeenteraadsverkiezingen niet doorgezet. Voor zover bekend is een rijksbeschermd dorpsgezicht ook nog nooit op initiatief van een lokale politieke partij van deze status ontheven.
Zie ook
- Lijst van gemeentelijke monumenten in Helenaveen

## Sportverenigingen
- SV Helenaveen-Griendtsveen, amateurvoetbalclub
- Helenaruiters, rijvereniging voor pony's en paarden
- TC Helenaveen, Tennisclub
- Take-Off Dansvereniging

## Nabijgelegen kernen
Griendtsveen, Liessel, Neerkant, Kronenberg, Grashoek